# Liste der Rauchverbote nach Land
Diese Liste stellt die rechtliche Situation zu Nichtraucherschutz / Rauchverboten in verschiedenen Ländern dar.

## Rauchverbote in Europa

### Belgien
Ab dem 1. Januar 2007 galt in Belgien ein beschränktes Rauchverbot in Restaurants. Raucherräume durften eingerichtet werden, sofern mindestens die Hälfte aller Innenplätze rauchfrei blieb. Es gab Ausnahmeregelungen für Bars, Bistros und ähnliche Gasthäuser, in denen geraucht werden durfte.
Ein Urteil des belgischen Verfassungsgerichtes hob die Ausnahmen mit Wirkung vom 1. Juli 2011 als nicht verfassungsgemäß auf. Es wurde eine Verzerrung der Konkurrenz bemängelt und festgestellt, dass die Regierung nicht nachweisen konnte, dass den Gaststätten durch ein Rauchverbot Nachteile entstünden. Damit wurde die gesamte Gastronomie rauchfrei.

### Bulgarien
Ein im Mai 2009 verabschiedetes Gesetz (Regierung Stanischew), das das Rauchverbot in allen geschlossenen öffentlichen Plätzen vorsah, sollte am 1. Juni 2010 in Kraft treten, aber die folgende Regierung Borissow I schwächte die Gesetzesvorschriften derart ab, dass Bars und Restaurants, deren Fläche weniger als 100 m² beträgt, weiter das Rauchen erlauben durften, während die größeren eine Abteilung für Raucher einrichten mussten. Zwei Jahre später verabschiedete dieselbe parlamentarische Mehrheit (GERB) ein Gesetz, das das Rauchen auch in Bars, Restaurants und Diskotheken ausnahmslos verbietet und am 1. Juni 2012 in Kraft trat. Am 12. Dezember 2013 stimmte das bulgarische Parlament gegen die Lockerung des Rauchverbotes.

### Dänemark
In Dänemark ist seit April 2007 der Tabakkonsum in allen öffentlichen Einrichtungen und an allen Arbeitsplätzen des öffentlichen Dienstes verboten. Für Arbeitsplätze im privaten Gewerbe gelten strengere Vorschriften als bisher; ein vollständiges Rauchverbot gibt es dort allerdings vorerst nicht. In Kneipen, Speise- und Ausschankstätten mit einer Größe von 40 Quadratmetern oder mehr ist das Rauchen seit dem 15. August 2007 nicht mehr gestattet. Ausnahmen bilden spezielle Raucherzimmer und -kabinen. Seit dem Fahrplanwechsel am 7. Januar 2007 ist zudem in allen Zügen der Dänischen Staatsbahnen das Rauchen untersagt. Zum befürchteten Kneipensterben ist es nicht gekommen: Seit der Einführung des Rauchverbots in Gaststätten am 1. September 2007 verbuchten die Schankwirte eine Umsatzsteigerung von acht Prozent.

### Deutschland
In Deutschland ist Gesundheitsschutz Ländersache; es gelten je nach Bundesland unterschiedliche Regelungen. Allen gemein ist jedoch das Rauchverbot in öffentlichen Einrichtungen und öffentlichen Verkehrsmitteln. In den Bundesländern Saarland, Bayern und Nordrhein-Westfalen, die zusammen ca. 40 Prozent der deutschen Bevölkerung stellen, gelten strenge Rauchverbote ohne Ausnahmen für die Gastronomie. In den restlichen 13 Bundesländern existieren vergleichsweise großzügige Ausnahmen für Nebenräume von Lokalen und für Einraumgaststätten mit weniger als 75 m² Fläche, in denen keine aufwändig zubereiteten Speisen angeboten werden und Minderjährige keinen Zutritt haben. Nichtraucherverbände weisen auf den großen Einfluss der Tabaklobby auf die Politik hin; so war Deutschland der einzige EU-Mitgliedsstaat, der noch bis Juli 2020 großflächige Tabakwerbung auf Plakaten im öffentlichen Raum erlaubt hatte.

### Finnland
Seit 1995 ist das Rauchen in Finnland an Arbeitsplätzen verboten. Seit Juli 2007 gilt ein generelles Rauchverbot für kleinere Lokale, nach Ablauf der Übergangsfrist von zwei Jahren gilt dies seit Juli 2009 auch für größere Lokale. Eine Ausnahme gibt es nur für speziell abgeschlossene Raucherräume, in denen keine Speisen und Getränke konsumiert werden dürfen. Der Großteil der Lokale verzichtet allerdings auf einen solchen Raum und verbietet das Rauchen komplett.

### Frankreich

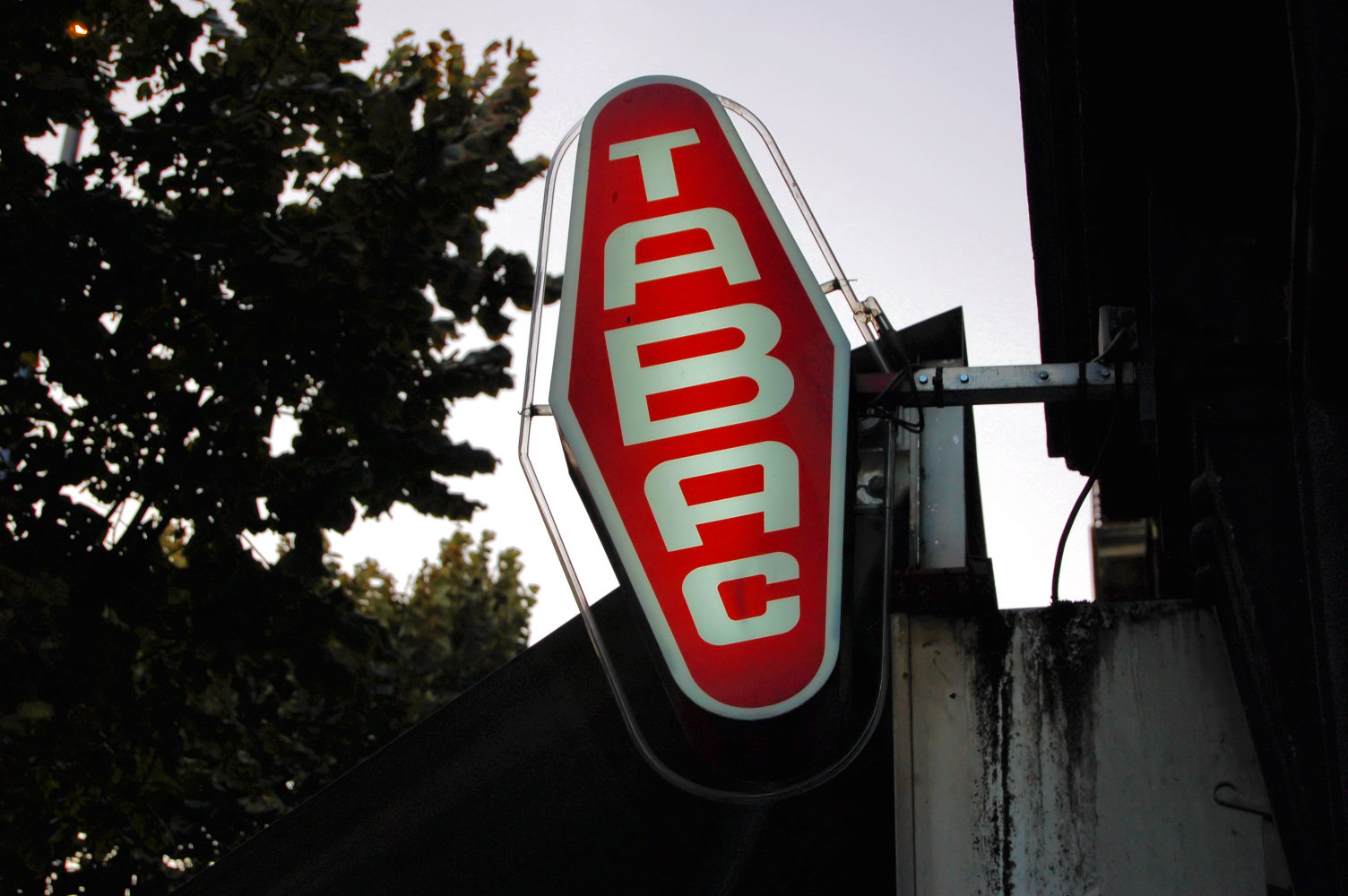
Standardisiertes Verkaufsschild («Carotte») von Tabakläden in Frankreich

In Frankreich wurde im Januar 1991 das Loi 91-32 du 10 janvier 1991 relative à la lutte contre le tabagisme et l'alcoolisme („Loi Évin“) verabschiedet.
Seit dem 1. Februar 2007 gilt ein generelles Rauchverbot in öffentlichen Räumen. Seitdem drohen Rauchern Geldstrafen, sollten sie in öffentlichen Einrichtungen – Behörden, Schulen, Schwimmbädern, Bibliotheken, Postämtern oder Museen – oder an öffentlichen Orten mit Publikumsverkehr wie Flughäfen, Bahnhöfen oder Metrostationen rauchen.
Am 1. Januar 2008 wurde das Rauchverbot auch auf die gesamte Gastronomie inklusive aller Restaurants, Bars, Cafés, Casinos und Diskotheken ausgedehnt. Ausnahmen für die traditionellen Tabakverkaufsstellen, die zugleich Bars sind, gibt es nicht. Die Geldstrafe für Übertretungen beträgt 68 Euro für den Raucher und 135 Euro für den Betreiber der Lokalität.
Nach Umfragen stehen 70 bis 80 % der Franzosen hinter dem Rauchverbot; bei vielen hat sich die Einstellung gegenüber dem Rauchen stark geändert. Noch in den 1990er Jahren wurde das „Loi Évin“ genannte Anti-Rauch-Gesetz von 1991, das die Schaffung rauchfreier Zonen in den Restaurants forderte, vielfach ignoriert; aufgrund des geänderten Bewusstseins der Bevölkerung und sinkender Raucherzahlen (begünstigt durch die hohe Tabaksteuer in Frankreich) wurde das Rauchverbot weitgehend reibungsfrei durchgesetzt.
Im April 2015 wurde in Frankreich von der Nationalversammlung ein Verbot des Rauchens in Automobilen neben unter 18-jährigen Mitfahrern beschlossen, außerdem ein Verkaufsverbot für Tabakwaren in der Nähe von Schulen und die einheitlich-neutrale Zigarettenschachtel mit nur kleinem Markennamen (ab Mai 2016).
Zum 29. Juni 2025 wurde das Rauchverbot auf alle Parks, Strände und das Umfeld von Schulen ausgeweitet, bei einer Strafandrohung von 135 €.

### Griechenland
In Griechenland gilt seit dem 1. September 2010 ein absolutes Rauchverbot in Krankenhäusern, öffentlichen Gebäuden, Büros und im Transportwesen sowie Restaurants und Lokalen.
Ein erstes Gesetz, das am 1. Juli 2009 in Kraft trat, sah noch mehrere Ausnahmeregelungen vor (Einraumgaststätten bis 75 m², Raucherräume etc.). Mangels Koordination in der öffentlichen Verwaltung wurde es aber niemals umgesetzt.

### Irland
In Irland gibt es seit dem 29. März 2004 ein generelles Rauchverbot in geschlossenen öffentlichen Räumen und an allen Arbeitsplätzen, also auch in allen Pubs und Restaurants. Bei Verstößen drohen Geldbußen von bis zu 3000 Euro.
Die Einführung wurde von einer umfassenden Gesundheitskampagne begleitet, in deren Verlauf es Rauchern durch staatlich unterstützte Hilfsmaßnahmen leichter gemacht werden sollte, den Ausstieg zu schaffen. Innerhalb weniger Monate erhöhte sich die Akzeptanz für das Rauchverbot auf 80 %, und vielfach wurde das Gesetz als das beste der damals im Amt befindlichen Regierung gelobt. Der Gesundheitsminister wurde aufgrund seiner hohen Popularitätswerte in der Folge der Einführung sogar als künftiger Taoiseach (Premierminister) gehandelt. Irland war das erste Land der Welt mit einem landesweiten Nichtraucherschutz.
Das Rauchen in geschlossener Gesellschaft ist in Irland nach wie vor erlaubt, weshalb sich viele Pubs anfangs als „geschlossene Gesellschaft“ ausgaben, um die Rauchverbote zu umgehen. Das ist inzwischen jedoch nur noch sehr selten anzutreffen.
Die strikte Anti-Rauch-Politik hat dazu geführt, dass insgesamt weniger Iren rauchen, der Prozentsatz ist zwischen 2004 und 2013 von 27 % auf 21,5 % gefallen. Der Raucheranteil unter Jugendlichen ist im gleichen Zeitraum bei leichten Schwankungen stabil geblieben.

### Island
In Island ist das Rauchen seit dem 1. Juni 2007 in allen Restaurants und Cafés sowie in öffentlichen Gebäuden verboten. Die Fährverbindungen von Dänemark bzw. Norwegen nach Island haben mittlerweile meistens Nichtraucherkabinen.

### Italien

Rauchverbot in einem italienischen Restaurant

In Italien ist das Rauchen seit dem 12. Dezember 2004 in allen Regionalzügen und Fernzügen untersagt. Grenzüberschreitende Züge, in denen sich Raucherabteile befinden, fallen – wie in der Schweiz – ebenfalls unter das nationale Rauchverbot, sobald sie sich auf italienischem Boden befinden und italienische Bahnhöfe anfahren; ausgenommen sind lediglich Fernzüge im Transit.
Ein Rauchverbot in allen öffentlichen Gebäuden und in Gaststätten, Bars, Cafés und Kneipen gilt seit dem 10. Januar 2005, wobei den Gastronomen die Abtrennung/Einrichtung eines Raucherbereichs mit separater Lüftung möglich ist – unabhängig vom Speiseangebot und der Größe des Etablissements. Die Abtrennung einer Raucherzone soll maximal der Hälfte der Fläche des Gastbereichs entsprechen. Die Inanspruchnahme dieser Zusatzregelung wurde vom italienischen Gesetzgeber durch die Rahmenbedingungen erschwert, gemäß derer der hermetische Abschluss der Abtrennung vom Nichtraucherbereich bei automatisch verschließbaren Durchgängen, Luftzirkulations- und Entlüftungstechniken erfüllt werden muss, was sich für normale Kneipiers betriebswirtschaftlich nicht rechnet.
Wer in öffentlichen Gebäuden raucht, muss bei Zuwiderhandlungen mit Strafen zwischen 27,50 und 275 Euro rechnen. Die Strafe kann verdoppelt werden, wenn in Gegenwart von Schwangeren oder Kindern bis zu 12 Jahren geraucht wird.
In ihren eigenen Gewerbebetrieben wurden alle italienischen Gastronomen und deren Konzessionsstellvertreter per gesetzlicher Regelung mit Hilfspolizeikompetenz ausgestattet, die sie berechtigt und zugleich persönlich haftend verpflichtet, die Einhaltung des Rauchverbots zu kontrollieren. Eine Nichterfüllung ihrer Pflicht, rauchende Gäste auf ihr Fehlverhalten hinzuweisen und vom Rauchen abzuhalten, kann bis zu 2200 Euro Geldstrafe nach sich ziehen. Wenn ein Gastronom es mehrfach unterlässt, einen rauchenden Gast anzuzeigen, droht ihm der Entzug seiner Konzession. Dabei handelt es sich um die zurzeit restriktivste Regelung in Europa.
Ein Jahr nach Einführung der neuen Rauchverbotsregelungen gingen die Zigarettenverkäufe erheblich zurück und mit steigender Akzeptanz in der Bevölkerung gilt das verschärfte Rauchverbot als das erfolgreichste Gesetz, das die Regierung Berlusconi in ihren beiden letzten Amtsperioden verabschiedet hat. Einer Studie zufolge ist bereits im ersten Jahr nach der Einführung die Zahl der Herzinfarkte in der Region Rom deutlich gesunken, bei den 35- bis 64-Jährigen um 11 %, bei den 65- bis 75-Jährigen um 8 %. Eine Studie, welche die Bevölkerung der Toskana umfasste, fand jedoch heraus, dass die Ergebnisse je nach Verwendung der statistischen Modelle stark divergierten und die Effekte des Passivrauchens in anderen Studien wahrscheinlich überschätzt wurden.
In Mailand ist seit 1. Januar 2025 das Rauchen auf der Straße nur noch in isolierten Raucherbereichen erlaubt.

### Kroatien
Die Regierung Kroatiens hatte ein Rauchverbot für alle öffentlichen Bereiche und für die gesamte Gastronomie geplant, zog den Gesetzesentwurf aber Ende 2007 zunächst wieder zurück. Das Gesetz über die Beschränkung des Gebrauches von Tabakerzeugnissen wurde dann am 17. Oktober 2008 verabschiedet.
Ab dem 6. Mai 2009 galt in Kroatien ein Rauchverbot in allen öffentlichen Gebäuden, einschließlich der Gastronomie. Das Verbot wurde schon kurze Zeit später, am 10. September 2009 gelockert. Seit 9. April 2010 dürfen sich nun Einraumlokale bis 50 m² zum Raucherlokal deklarieren, sofern eine leistungsstarke Lüftung vorhanden ist. Größere Lokale dürfen einen abgetrennten Nebenraum zum Raucherraum erklären. Ein Verstoß gegen das Rauchverbot wird mit Geldstrafen von bis zu ca. 130 Euro und bei Duldung (vorsätzlich) sogar mit einer Strafe von bis zu ca. 2000 Euro geahndet.

### Liechtenstein
Seit dem 1. Mai 2010 gilt in Liechtensteins Gastronomie folgende Regelung:
In Einraumgaststätten egal welcher Größe darf geraucht werden. In Mehrraumgaststätten darf nur im Nebenraum geraucht werden, welcher vom Hauptraum baulich klar abgetrennt sein muss, sodass kein ständiger Luftaustausch mit den rauchfreien Räumen erfolgen kann. Weiterhin uneingeschränkt gültig ist das Rauchverbot in Räumen des Gemeinwesens (Säle, Vereinslokale, Schulen, Schulhöfe etc.), in Festzelten und im öffentlichen Verkehr. Mit dieser Neuerung wurden auch die Bußgelder für Verstöße stark angehoben.

### Lettland
In Lettland ist am 1. Juli 2006 ein Rauchverbot in öffentlichen Räumen, Bars und Restaurants in Kraft getreten. Teilen Gastronomen ihre Ausschankfläche und belüften sie den abgetrennten Raum, ist das Rauchen dort erlaubt. Darüber hinaus unterbindet das neue Gesetz das Rauchen in Sportveranstaltungsstätten und Schwimmbädern, ohne dass hier eine Ausnahmeregelung behördlich genehmigt wird. Auch in den Parkanlagen von Riga gilt Rauchverbot, welches von der Polizei durchgesetzt wird.

### Luxemburg
In Luxemburg galt ab dem 5. September 2006 ein Rauchverbot in allen Restaurants, Schulen und öffentlichen Gebäuden. Ausnahmen gab es für Bars und Cafés, hier galt das Rauchverbot nur von 12 h bis 14 h und von 19 h bis 21 h, wenn diese Speisen auf der Karte hatten, und Restaurants, die mit Genehmigung einen speziellen Raum dafür einrichteten, der aber höchstens 25 % der Gesamtfläche ausmachen durfte.
Seit dem 1. Januar 2014 gilt ein strengeres Rauchverbot für die gesamte Gastronomie unabhängig von Größe, Art des Lokals und Uhrzeit. Raucherräume dürfen nur eingerichtet werden, sofern spezielle Filteranlagen vorhanden sind und in diesen Räumen nicht bedient wird.

### Malta
Auf Malta wurden die Gesetze hinsichtlich des Rauchens mehrfach geändert, ohne dass sich jedoch im gesellschaftlichen Ablauf sehr viel geändert hätte. Infolge der Gesetze ist das Rauchen in Theatern, Kinos, Bars, Restaurants und anderen öffentlichen Einrichtungen nur noch in besonders gekennzeichneten Bereichen gestattet – zum Beispiel in Foyers von Veranstaltungshallen und auf extra breiten Gehwegen vor Gastronomiebetrieben, die auf Malta die beliebten Treffpunkte der „Bordsteinraucher“ darstellen. In von Touristen besuchten Lokalitäten wird das Rauchverbot sehr nachlässig gehandhabt. Rauchen ist ab 18 Jahren erlaubt.

### Niederlande
In den Niederlanden ist das Rauchen in öffentlichen Gebäuden seit 1990 verboten. Anfang der 2000er Jahre wurde das Rauchen in öffentlichen Verkehrsmitteln untersagt.
Seit dem 1. Januar 2004 gilt eine Nichtraucherverordnung in öffentlichen Gebäuden wie in Bahnhöfen und in Firmen, wie auch in Hotels und in gastronomischen Gewerbebetrieben. Sie soll Arbeitnehmer vor Passivrauch schützen.
Allerdings ist es öffentlichen Dienstleistern überlassen, angemessene und den lokalen Umständen entsprechende eigene Regeln anzusetzen, die in weitestem Sinn konform mit der Gesetzgebung sein sollen. So haben niederländische Verkehrsknotenpunkte zumeist – aus Rücksicht auf den hohen Tourismusanteil im ganzen Land – ausgedehnte Bereiche zum Rauchen, in den Laufzonen der Nichtraucherbereiche stehen Aschebehältnisse. Die Interessenvereinigung Clean Air Nederland hatte Anfang 2006 60.000 Unterschriften dafür gesammelt, dass im Parlament ein Rauchverbot in der Gastronomie diskutiert wird.
Die gesetzliche Verankerung sah weniger scharfe Bestrafungen gegen Verstöße vor, sondern überließ Hoteliers und Gastronomen die Durchführung und Kontrolle auf selbstregelnder Basis. So wurde das Rauchen in Hotelzimmern gesetzlich geduldet, die überwiegende Mehrheit der Hotels bietet allerdings Raucher- wie Nichtraucherzimmer an. Allein in den sogenannten Coffeeshops, in denen Cannabisprodukte mit staatlicher Duldung gekauft und konsumiert werden können, lässt sich eine Nichtraucherverordnung schlecht umsetzen. Es ist der Sinn dieser Cafés, dass dort und nicht woanders Drogen konsumiert werden.
Ab dem 1. Juli 2008 trat in den Niederlanden ein absolutes Rauchverbot in allen Restaurants, Bars und Cafés in Kraft. Das gilt jedoch in den sogenannten Coffeeshops nur für Tabakerzeugnisse und -beimischungen und nicht für reinen Cannabisgebrauch. Gleichzeitig fielen eine Reihe von Ausnahmen im oben genannten Rauchverbot, so dass auch die Gastronomie rauchfrei wurde.
Die verbliebenen Ausnahmen betreffen Räume,
- über deren Gebrauch der Arbeitgeber nicht bestimmen kann
- die als privat gekennzeichnet sind
- speziell abgeschlossene, unbediente Raucherräume

Seit November 2010 darf auch in inhabergeführten Kneipen ohne Mitarbeiter wieder geraucht werden.
Aufgrund eines Urteils des Höchstgerichtes werden Raucherräume ab dem 1. April 2020 verboten.

### Nordmazedonien
Das Rauchen in öffentlichen Gebäuden und Büros sowie in allen Restaurants und Gaststätten ist in Nordmazedonien verboten. Eine Umgehung dieser Regelung wollte der Gesetzgeber betriebswirtschaftlich unrentabel machen, indem er zwar die Errichtung zusätzlicher Räumlichkeiten ohne jegliche Auflagen hinsichtlich der Raumgröße oder der Belüftung allen Betrieben ermöglicht, die Gäste dürfen hier jedoch nicht bewirtet werden. Wie auch in allen anderen Ländern, in denen derartige Gesetze verabschiedet wurden, haben die Gastronomen einen Weg gefunden, die Situation zu ihren Gunsten zu wenden. Indem sie die Preise für das gastronomische Angebot mit Service erhöhten und in den Raucherräumen die Preise für das gleiche Angebot bei Selbstbedienung deutlich minderten, was sich mangels des Einsatzes von Bedienungspersonal kostenmindernd auswirkte, oder ausschließlich in den Raucherzonen Aktionen veranstalteten, sind heute die „Rauchstuben“, in denen folkloristische Darbietungen feilgeboten werden oder Livemusik offeriert wird, voller Gäste und die Nichtraucherzonen leer. Die strukturelle Situation des Landes hat sich dahingehend geändert, dass Hundertschaften von Arbeitnehmern in der Gastronomie entlassen wurden.

### Norwegen
In Norwegen ist der Anteil der rauchenden Bevölkerung wegen der traditionell hohen Tabaksteuer relativ klein (ungefähr 16 % im Alter zwischen 16 und 74, die täglich rauchen, im Jahr 2012). Norwegen hat bereits seit 1973 ein Tabakschadengesetz, das unter anderem Werbung für Tabakprodukte verbietet. Kampagnen gegen das Rauchen gibt es selten. Es gilt als „unfein“, jemanden wegen seines Konsums von Alkohol oder Tabak zu kritisieren. Dagegen ist es jedoch im Gegensatz zur Verfahrensweise in anderen Ländern nur von geringer strafmildernder Bedeutung, wenn eine Straftat als Folge von Alkoholmissbrauch begangen wurde. Ebenso tritt der Staat sozialversicherungsseitig in viel geringerem Umfang für den Betroffenen ein, wenn dieser durch Alkohol- oder Nikotinkonsum gesundheitliche Schäden verursacht; hier wird die Selbstverantwortung am Selbstverursachungsprinzip relativiert.
Seit 1. Juni 2004 darf in Norwegen in Bussen und in Bahnen, sowie in Gaststätten, Bars und Hotels nicht mehr geraucht werden.
Norwegen hat eine von den anderen skandinavischen Ländern abweichende Regelung hinsichtlich der Konsequenzen bei Nichteinhaltung des Rauchverbots. Bei Missachtung trifft die Bestrafung nicht den Raucher, sondern den Betreiber des gastronomischen Gewerbes. Bei wiederholtem Verstoß gegen das Anti-Tabak-Gesetz wird sein Etablissement geschlossen. Im Gegensatz zu Italien, wo eine ähnliche Regelung Gesetzeskraft hat, ist dem norwegischen Gastronomen allerdings der Vorsatz der absichtlichen Gewährung (Einverständnis) einer solchen Maßnahme zu beweisen, was den bisherigen Erfahrungen zufolge nur schwer möglich ist.

### Österreich
In Österreich wurde zunächst das „spanische Modell“ angewandt mit Wahlfreiheit für Gastronomen kleiner Betriebe, die diese mit oder ohne Rauch führen konnten. Das Modell wurde in Spanien bereits 2011 zugunsten eines völligen Rauchverbots revidiert.
Am 8. Juli 2015 wurde vom österreichischen Nationalrat ein Rauchverbot in der Gastronomie beschlossen, das ursprünglich am 1. Mai 2018 in Kraft treten sollte. Unter der Bundesregierung Kurz I wurde das Gesetz vor Inkrafttreten wieder rückgängig gemacht, sodass in der Gastronomie die bisherigen Ausnahmebestimmungen weiter galten.
Im Juli 2019 wurde von allen Parteien mit Ausnahme der FPÖ ein Rauchverbot in der Gastronomie in Innenräumen beschlossen. Erlaubt bleibt das Rauchen im Freien. Dieses gilt – nach 25 Jahren der Diskussionen – seit 1. November 2019.

### Polen
In Polen gilt seit dem 15. November 2010 ein Rauchverbot in allen öffentlichen Gebäuden und in öffentlichen Verkehrsmitteln. Ausnahmen gibt es für Gaststätten, wenn sie einen getrennten Raum für Raucher aufweisen können. Verstöße gegen das Verbot können mit bis zu 20.000 Złoty Strafe (etwa 4700 Euro (Juli 2019)) geahndet werden.

### Portugal
In Portugal gilt seit dem 1. Januar 2008 ein weitgehendes Rauchverbot in allen öffentlichen Einrichtungen, Nahverkehrsmitteln und Arbeitsplätzen. Auch in Restaurants und Cafés ist das Rauchen verboten. Wirte von Lokalen mit einer Fläche unter 100 Quadratmetern können jedoch das Rauchen erlauben, sofern eine adäquate Entlüftung der Räume sichergestellt ist. Wegen des hohen technischen Aufwands bei der Einrichtung einer solchen Abluftanlage haben sich die meisten Wirte jedoch für ein totales Rauchverbot ausgesprochen.
Lokale mit einer Fläche über 100 Quadratmeter haben das Recht, Raucherzonen einzurichten. Diese müssen entweder räumlich vom Nichtraucherbereich abgetrennt sein oder über Entlüftungsanlagen verfügen. Alle Wirte sind dazu angehalten, Rauchverbote und Rauchgebote deutlich auszuweisen.
Rauchern, die gegen das Anti-Tabak-Gesetz verstoßen, drohen Geldstrafen von 50 bis 750 Euro. Institutionen, die keinen Nichtraucherbereich einrichten bzw. die Vorgaben des Gesetzes unzulänglich umsetzen, können mit Strafen von 50 bis 10.000 Euro belegt werden.
Bereits am ersten Geltungstag des Anti-Tabak-Gesetzes sorgte António Nunes, Chef der Lebensmittelhygiene-Agentur ASAE, für Aufsehen. Obwohl die ASAE die Einhaltung des Rauchverbots überwachen soll, wurde Nunes bei einer Neujahrsfeier beim Rauchen im Casino Estoril fotografiert. Nunes berief sich auf eine Gesetzeslücke, da Spielcasinos nicht ausdrücklich unter das Rauchverbot fallen würden.

### Rumänien
Am 13. Dezember 2015 stimmte die Abgeordnetenkammer mit 164 zu 20 Stimmen und 26 Enthaltungen für ein Rauchverbot in öffentlichen Gebäuden, das sich zudem auf den Arbeitsplatz inklusive Gastronomie und Spielplätze ausdehnen soll, während Häftlinge in Hochsicherheitsgefängnissen davon ausgenommen sein sollen. Das Verbot trat am 17. März 2016 in Kraft, obwohl die Anwendungsbestimmungen bis dahin noch nicht veröffentlicht waren. Die Entwurfsfassung der Anwendungsbestimmungen enthielt Geldstrafen von bis 500 RON für natürliche und bis zu 15.000 RON für juristische Personen. Die Höhe der Geldstrafen wurden inzwischen veröffentlicht.

### Schweden
In Schweden gilt seit dem 1. Juni 2005 ein Rauchverbot in allen öffentlichen Einrichtungen, Bars, Cafés und Restaurants. Freiluftzonen der Gastronomie sind davon nicht betroffen. Auch separate Raucherräume sind zugelassen, in denen jedoch weder Speisen noch Getränke konsumiert werden dürfen. Das schwedische Parlament hat Strafen wegen Nichtbefolgung des Rauchverbots mit überwiegender Mehrheit abgelehnt. Trotzdem werden Rauchverbote in den allermeisten Fällen freiwillig eingehalten bzw. greift eine „Selbstregulierung“ durch den nichtrauchenden Teil der Gäste.
Der verbesserte Nichtraucherschutz und die verschärften Gesetze der letzten Jahre haben in Schweden vor allem auch bei jüngeren Menschen dazu geführt, dass wieder mehr traditioneller „Snus“ konsumiert wird. Dabei handelt es sich um einen Tabak, der hinter die Oberlippe geschoben wird und dort nach und nach Nikotin abgibt.

### Schweiz
In der Schweiz gilt seit 1. Mai 2010 das Bundesgesetz zum Schutz vor Passivrauchen. Dieses Gesetz, welches Raucherlokale bis 80 m² Fläche und abgetrennte und separat belüftete Raucherbereiche in größeren Lokalen erlaubt, wird allerdings nur in den Kantonen Jura, Aargau, Obwalden, Nidwalden, Zug, Schwyz, Glarus, Schaffhausen, Thurgau und Appenzell Innerrhoden, die nur ca. 18 Prozent der Schweizer Bevölkerung beheimaten, angewandt. In den Kantonen Genf, Waadt, Neuenburg, Wallis, Freiburg, Bern, Solothurn, Basel-Stadt, Basel-Landschaft, Zürich, Uri, Tessin, Graubünden, St. Gallen, Luzern und Appenzell Ausserrhoden gelten strengere Regeln, welche Raucherbetriebe bis 80 m² Fläche verbieten. Diese sind auch in Basel-Stadt, Basel-Landschaft, Freiburg, Genf, Neuenburg, Wallis und Waadt verboten, zusätzlich gilt in letzteren 7 Kantonen die Vorschrift, dass in abgetrennten Raucherzimmern nicht bedient werden darf.

### Slowakei
Rauchverbot in öffentlichen Gebäuden, öffentlichen Verkehrsmitteln und Krankenhäusern; in öffentlichen Einrichtungen können Raucherzonen eingerichtet werden – dasselbe gilt im Allgemeinen für Arbeitsplätze.
In der Gastronomie wird zwischen Lokalen, die nur Getränke ausschenken und solchen, die auch Speisen anbieten, unterschieden. Bei letztgenannten müssen seit 2009 Nichtraucherzonen ausgewiesen werden, die durch feste Wände vom Raucherbereich getrennt sind. Ansonsten ist es dem Betreiber überlassen, ob geraucht werden darf.

### Slowenien
In Slowenien gilt seit dem 5. August 2007 ein strenges Rauchverbot in allen öffentlichen Innenräumen und an Arbeitsplätzen (im Innenraum). In der Gastronomie gibt es eine Ausnahme für spezielle Raucherräume, diese erfordern eine strikte Abtrennung mit automatisch verschließbaren Türen, Lüftung und Unterdruck. Zudem darf in diesen Räumen nicht serviert werden. Da sich diese Investition aber nur für sehr wenige Wirte rechnet, ist der Großteil der Gaststätten in Slowenien komplett rauchfrei.

### Spanien
Spanien führte bereits 2006 ein Rauchverbot ein; dieses erwies sich jedoch, vor allem aufgrund der „Ausnahmen“, welche schnell zur Regel wurden, als Fehlschlag.
So änderte sich im spanischen Alltag mit der Einführung des Rauchverbots von 2006 nicht viel. Wirte, die das Gesetz umgehen wollten, teilten ihre Ausschankflächen über Nacht in mehrere Teile und meldeten auf jeden von ihnen einen eigenständig steuerlich abzurechnenden Gewerbebetrieb an. In den übrigen Großbetrieben waren ohnedies Raucherzonen eingerichtet. Aus diesem Grund nahm die Öffentlichkeit lediglich über die Medien Notiz von der Neuregelung, ohne praktisch etwas von ihr zu spüren. Von der Tabakindustrie wurde das sogenannte „spanische Modell“ über Jahre hochgelobt und auch in anderen Ländern propagiert, so z. B. in Deutschland, mit ähnlichem Erfolg.
Da das Gesetz von 2006 das Ziel eines wirksamen Nichtraucherschutzes verfehlte, trat zum 2. Januar 2011 ein verschärfendes Gesetz in Kraft, das Rauchen in allen öffentlichen Räumen verbietet. Das gilt in allen Lokaltypen sowie auch für geschlossene Veranstaltungen, wie zum Beispiel Familienfeiern. Das erweiterte Rauchverbot gilt auch im Freien vor gewissen Gebäuden (Kindergärten, Schulen, Krankenhäuser), in Bahnhöfen und an Flughäfen gibt es keine Raucherzonen mehr.

### Tschechien
Das Rauchen in Nahverkehrsmitteln ist in Tschechien nicht gestattet.
Seit 1. Januar 2006 darf in öffentlichen Einrichtungen wie Schulen, Kinos und Theatern, Sporthallen sowie auf Bahnhöfen oder an Haltestellen von Straßenbahn und Bus nicht mehr geraucht werden.
Seit 1989 existiert ein Rauchverbot in Räumen, in denen auch Nichtraucher arbeiten. Das Gesetz wird in der vorliegenden Form jedoch kritisiert, weil es die Arbeitgeber dazu verleite, unter den Bewerbern eine Vorauswahl zwischen Rauchern und Nichtrauchern, unabhängig von deren Qualifikationen, zu treffen. Ein neuer Gesetzentwurf wird zurzeit ausgearbeitet.
Im gastronomischen Bereich gab es in Tschechien lange kein Rauchverbot. Im Februar 2011 veröffentlichte die Volksinitiative „Stop kouření“, dass sie 115.000 Unterschriften für ein Rauchverbot in Restaurants gesammelt habe. Die hohe Krebsrate, der geringe Nichtraucherschutz und die mögliche Korruption tschechischer Politiker in diesem Zusammenhang werden angeprangert.
Nach mehreren gescheiterten Anläufen stimmte im Dezember 2016 das Parlament mit breiter Mehrheit für ein generelles Rauchverbot in allen Restaurants, Cafés, Bars und Discos. Nachdem im Januar 2017 auch der Senat zustimmte, ist das Gesetz zum Weltnichtrauchertag am 31. Mai 2017 in Kraft getreten.

### Türkei
Am 3. Januar 2008 beschloss die Große Nationalversammlung der Türkei ein im europäischen Vergleich strenges Rauchverbot. Seit dem 19. Mai 2008 ist Rauchen an öffentlich zugänglichen Orten ohne nennenswerte Ausnahmen untersagt, seit dem 19. Juli 2009 auch in Cafés, Bars und Restaurants. Raucherräume sind nicht gestattet, und für Bierzelte sowie Wasserpfeifen-Cafés gibt es keine Sonderregelungen. Zudem darf im Fernsehen nicht mehr geraucht werden.
Das Verbot in der Türkei umfasst das Rauchen, Kauen und in die Nase einsaugen jeglicher Art von Tabakprodukten. Das Rauchen ist in allen öffentlichen Ämtern, weiter in allen Bildungs-, Gesundheits-, Produktions-, Handels-, Kultur-, Sozial-, Sport- und Unterhaltungseinrichtungen, in allen öffentlichen Verkehrsmitteln, auch in Taxis, zudem in Cafés, Bars und Restaurants, verboten. Mietwohnungen sind vom Verbot ausgeschlossen. Personen unter 18 Jahren ist es untersagt, Tabakprodukte zu kaufen und zu konsumieren.
Tabakkonzernen ist jegliche Art der Werbung mit ihrem Namen oder Logo untersagt. Das Verschenken von jeglicher Art von Tabakprodukten als Firmengeschenke etc. ist solchen Unternehmen und Unternehmen, die mit Tabakprodukten handeln, untersagt. Die Produktion von Gegenständen, die aussehen wie Tabakprodukte (z. B. Kaugummizigaretten), ist untersagt. Alle staatlichen und privaten Fernseh- und Radioanstalten müssen mindestens 90 Minuten pro Monat Sendungen, Spots etc. ausstrahlen, die vor den Schäden des Tabakkonsums warnen und deren Auswirkungen aufzeigen. 30 Minuten dieser Ausstrahlungen müssen zwischen 17 und 22 Uhr erfolgen, der Rest zwischen 8 und 17 Uhr.

### Ukraine
Die Ukraine führte im Dezember 2012 ein absolutes Rauchverbot in öffentlichen Einrichtungen ein. Auch in allen Gaststätten gibt es ein absolutes Rauchverbot.

### Ungarn
Im Lauf der Jahre hat Ungarn das Rauchverbot in den Verkehrsmitteln, einschließlich Flughäfen, und in öffentlichen Gebäuden gegen den anfänglichen Widerstand der früher mehrheitlich rauchenden Bevölkerung durchgesetzt. Seit 2010 ist das Rauchen auch auf Spielplätzen und in Unterführungen, seit 2011 an allen Budapester Haltestellen des öffentlichen Verkehrs verboten.
Anfang 2012 trat ein Gesetz in Kraft, welches das Rauchen in allen öffentlich zugänglichen Räumen, einschließlich des Gastgewerbes, ausnahmslos verbietet. Das Verbot gilt auch im Freien im Umkreis von fünf Metern vor dem Eingang der Einrichtungen.

### Vereinigtes Königreich
Mit dem Health Act 2006 wurden die Grundlagen für Rauchverbote in der Öffentlichkeit sowie am Arbeitsplatz geschaffen.
In Großbritannien sind alle Fußballstadien rauchfrei. Wer raucht, muss eine Strafe von 50 Pfund bezahlen und wird im Wiederholungsfall des Stadions verwiesen.

#### England
In England wurde 2005 ein widersprüchlicher Gesetzesentwurf vorgestellt, mit Ausnahmen von dem ab 2007 geplanten Rauchverbot am Arbeitsplatz, für Pubs, die nur Snacks servieren, und privaten Clubs. Kritiker sprachen von nicht nachvollziehbarer gesundheitlicher Benachteiligung der Beschäftigten in den von der Regelung ausgenommenen Pubs; der Chief Medical Officer drohte in einem beispiellosen Schritt mit seinem Rücktritt, da die Regierung seiner Empfehlung eines umfassenden Verbots nicht gefolgt war.
Am 13. Februar 2006 entschieden Abgeordnete im Parlament (ohne Fraktionszwang) mit großer Mehrheit, die Ausnahmen zu beseitigen. Das Rauchen sollte nunmehr nicht nur in Restaurants und Kantinen verboten werden, die schwerpunktmäßig Speisen servieren, sondern auch in allen Pubs und Clubs – inklusive jenen, die keine oder nur kalte Snacks im Angebot haben, also an allen Arbeitsplätzen ohne Ausnahme. Das Verbot trat am 1. Juli 2007 in Kraft.

#### Wales
Wales führte am 2. April 2007 ein vollständiges Rauchverbot an allen Arbeitsplätzen ein, inklusive Restaurants, Pubs und Clubs.

#### Schottland
In Schottland gilt seit März 2006, dem irischen Vorbild folgend, ein umfassendes Rauchverbot am Arbeitsplatz, das alle Restaurants, Cafés und Pubs umfasst. Auch in allen öffentlichen Verkehrsmitteln, in allen Bahnhofsräumen und Wartehäuschen ist das Rauchen verboten.
Die Strafe für einen Verstoß gegen das Rauchverbot beträgt im Fall der Ahndung 50 Pfund (umgerechnet über 70 Euro). Im Gegensatz zu England sollen hier keine „Smoker’s Clubs“ eröffnet werden dürfen (Stand Juni 2006). Es gilt ein Rauchverbot in firmeneigenen PKW.

#### Nordirland
Nordirland führte ab 30. April 2007 ebenfalls ein generelles Rauchverbot an allen Arbeitsplätzen ein, wie in den anderen Teilen der Britischen Inseln.

### Zypern
In Zypern trat am 1. Januar 2010 ein Nichtraucherschutzgesetz in Kraft, welches auch das Rauchen in Bars und Restaurants verbietet.

## Rauchverbote in Afrika

### Liberia
In Liberia wurde am 11. September 2008 das Gesetz für ein Rauchverbot und die Beschränkung der Abgabe von Tabakprodukten an Personen unter 18 Jahren (englisch An act to prohibit the use of tobacco and tobacco products in public places and the sale and use of tobacco and tobacco products by persons under the age of 18 years) verabschiedet.
Seit dem 1. September 2011 ist es in Kraft. Es verbietet das Rauchen sowohl in Gaststätten, am Arbeitsplatz, in öffentlichen Verkehrsmitteln als auch auf offener Straße.
Ferner untersagt es die Abgabe von Tabakprodukten an Personen unter 18 Jahren. Bei Zuwiderhandlungen von natürlichen Personen sieht das Gesetz eine Strafe in Höhe von 400 Dollar vor. Für die Übertretung des Rauchverbotes von juristischen Personen werden Strafen von nicht weniger als 10.000 Dollar bis 25.000 Dollar fällig. Die Strafen im Gesetz lauten lediglich auf Dollar $, während in Liberia jedoch sowohl der US-Dollar (United States Dollar) als auch der liberianische Dollar (Liberianischer Dollar) als offizielle Währung verwendet werden.

### Mauritius
Auf Mauritius gilt seit März 2009 ein Rauchverbot für alle geschlossenen, öffentlich zugänglichen Räume (einschließlich Gastgewerbe), sowie einige Outdoor-Bereiche.

### Kenia
In Kenia gilt seit Juli 2008 ein Rauchverbot für geschlossene, öffentlich zugängliche Räume. Dieses gilt auch für das Gastgewerbe, allerdings sind hier abgetrennte Raucherräume erlaubt.

### Namibia
In Namibia wurde am 16. Februar 2010 das Tabakprodukte-Kontrollgesetz (englisch Tobacco Products Control Bill) verabschiedet.
Das Gesetz wurde jedoch erst zum 1. April 2014 eingeführt und ab dem 1. Juli 2014 umgesetzt.
Namibia zählt zu den Ländern mit den strengsten Gesetzgebungen zum Rauchverbot überhaupt. Dieses schließt u. a. folgende Regelungen ein:
- komplettes Verbot jeglicher Art von Tabakwerbung und -sponsoring
- Gefahrenhinweise auf Tabak- bzw. Zigarettenpackungen
- Dreifache Gefahren- und Rauchverbotshinweise vor allen öffentlich zugänglichen Einrichtungen (Restaurants, Bars, Geschäfte, Einkaufszentren etc.)
- Verkauf an und Konsum durch unter 18-Jährige verboten
- Verbot von Zigarettenautomaten
- Tabakkonsum ist an allen öffentlichen Plätzen sowie im Umkreis von drei Metern vor Fenstern, Türen und Ventilationseinlässen strengstens verboten
- Verbot von Tabakkonsum auch an öffentlichen Außenplätzen, sofern der Minister dieses anordnet

Nicht geklärt scheinen die Strafen: Je nach Verstoß können diese mit Geldstrafen bis zu 4000 Namibia-Dollar oder 200.000 und Gefängnisstrafen von bis zu einem beziehungsweise zehn Jahren geahndet werden.

### Niger
In Niger gilt seit September 2008 ein Rauchverbot für geschlossene, öffentlich zugängliche Räume. Raucherräume können sowohl auf Arbeitsplätzen, als auch im Gastgewerbe eingerichtet werden.

### Nigeria
Im Federal Capital Territory in Nigeria besteht bereits seit 1994 ein Rauchverbot für geschlossene, öffentlich zugängliche Räume, das jedoch zunächst nicht durchgesetzt wurde. Seit dem 1. Juni 2008 können Raucher festgenommen und angeklagt werden, wenn sie beim Rauchen in der Öffentlichkeit in der Hauptstadt Abuja angetroffen werden.

### Südafrika
In Südafrika gilt seit März 2007 ein Rauchverbot für geschlossene, öffentlich zugängliche Räume. Dieses gilt auch fürs Gastgewerbe, allerdings sind hier abgetrennte Raucherräume erlaubt. Das Rauchen ist ebenfalls untersagt in Personenkraftwagen, wenn Kinder unter 12 Jahren mitfahren, siehe Rauchverbot in Personenkraftwagen.

## Rauchverbote in Amerika

### Argentinien
In Argentiniens Hauptstadt Buenos Aires ist am 29. September 2005 das „Ley1799 – Ley de Control del Tabaco“ (Gesetz zur Kontrolle des Tabaks) in Kraft getreten, welches das Rauchen in allen öffentlich zugänglichen, geschlossenen Räumen untersagt. Abgetrennte Räume zum Rauchen sind in der Gastronomie möglich, aber sehr selten.

### Brasilien
Brasilien ist eines der Länder, die am konsequentesten Nichtraucher schützen und das Rauchen gesetzlich zurückdrängen. Artikel 2 des Gesetzes 9.294 vom 15. Juli 1996, durch weitere Gesetze geändert, verbietet das Rauchen von „Zigaretten, Zigarillos, Zigarren, Pfeifen oder jede Art von Tabakwaren oder Tabakderivaten in öffentlich zugänglichen Gebäuden, privat oder öffentlich, mit Ausnahme von Bereichen, die exklusiv dafür vorgesehen und entsprechend isoliert und belüftet sind.“ Das Rauchverbot erstreckt sich weiter auf Flugzeugcockpits und öffentliche Verkehrsmittel. Es herrschen weitgehende Werbeverbote für Tabakprodukte. Brasilien nimmt als Schwellenland eine führende Rolle in dieser Art Gesetzgebung ein. Neben verschiedenen anderen Sanktionen drohen dem Gesetzesbrecher nach Art. 9 V des Gesetzes 9.294 seit Dezember 2000 Geldstrafen in Höhe von 5000 bis 100.000 BRL (ca. 1950 Euro bis 39.000 Euro) unter Berücksichtigung seiner wirtschaftlichen Verhältnisse. Von 1996 bis 2000 war die Erststrafe mit 1410 BRL bis 7250 Euro, je nach wirtschaftlichen Verhältnissen, deutlich geringer, aber es war eine Multiplikation mit der Anzahl der Vergehen ohne Obergrenze vorgesehen.

### Chile
Chile hat ein Rauchverbot am Arbeitsplatz, also auch in allen öffentlichen Gebäuden und allen Bussen.
Der Verkauf von Tabakwaren an Jugendliche unter 18 Jahren ist verboten. Tabak und Alkohol darf nicht im Umkreis von 100 m von Schulen und Kindergärten etc. verkauft werden.
Restaurants und Cafés müssen abgetrennte, gut gelüftete Raucherzonen anbieten, zu denen Jugendliche unter 18 Jahren keinen Zutritt haben. Es besteht die Möglichkeit, einen ganzen Gastronomiebetrieb als Raucherlokal auszuweisen, wobei dann Jugendliche unter 18 Jahren keinen Zutritt erhalten.

### Kanada
In Teilen von Kanada gelten Rauchverbote in öffentlichen Gebäuden, Bars, Diskotheken und Restaurants. In Québec sind (Stand 2015) Privatzimmervermietungen im Haus strikt rauchfrei, bei unangemeldeten Kontrollen und hoher Strafe gegen den Vermieter.

### Kolumbien
In Kolumbien wurde im Juli 2009 ein umfassendes Rauchverbot beschlossen.

### Kuba
Seit dem 6. Februar 2005 gilt in Kuba ein striktes Rauchverbot in öffentlichen Gebäuden, Büros, Theatern, Versammlungsräumen, Kinos, sowie allen öffentlichen Verkehrsmitteln und Taxis. Die neue Regelung wurde am 7. Januar 2005 im offiziellen Gesetzblatt, der Gazeta Oficial de Cuba, veröffentlicht. Zigarettenautomaten werden ebenso abgeschafft, wie der Verkauf von Zigaretten an Jugendliche unter 16 Jahren verboten ist. In Restaurants ist Rauchen nur noch in speziell ausgewiesenen Raucherzonen erlaubt.

### Mexiko
Im Januar 2023 trat ein Gesetz zur Eindämmung des Tabakkonsums in Kraft, das das Rauchen im öffentlichen Raum in ganz Mexiko verbietet. Seitdem ist das Rauchen in Büros, Restaurants, Hotels, Parks, Sportanlagen, Freizeitparks, Gerichten, Märkten, Gefängnissen und an Stränden verboten.

### Peru
In Peru ist das Rauchen in geschlossenen öffentlich genutzten Räumen verboten. Zu den öffentlich genutzten Räumen zählen laut Gesetz alle Räume öffentlicher Einrichtungen, öffentlich zugängliche Räume privater Einrichtungen, sowie öffentliche Verkehrsmittel.

### Surinam
In Surinam gilt seit Beginn 2013 ein Rauchverbot für den öffentlichen Raum.

### Uruguay
In Uruguay ist seit dem 1. März 2006 das Rauchen in allen Restaurants verboten. Präsident Tabaré Vázquez, ein Onkologe, setzte sich besonders für dieses Gesetz ein. Damit wurde in Uruguay noch vor den meisten europäischen Ländern ein Nichtraucherschutzgesetz angenommen, das den im WHO-Rahmenübereinkommen zur Eindämmung des Tabakgebrauchs eingegangenen Verpflichtungen entspricht. Eine Klage des Tabakkonzerns Philip Morris International gegen die Tabakgesetze des Landes wurde 2016 abgewiesen.

### USA
In den Vereinigten Staaten werden Rauchverbote generell von den einzelnen Bundesstaaten und auch kommunal geregelt und unterscheiden sich zum Teil stark. Im Einzelfall wurde den Kommunen allerdings durch den Staat verboten, weitergehende Rauchverbote zu erlassen als die staatlich vorgeschriebenen, wie z. B. in New Hampshire. Verbote können indes aufgrund landesweit tätiger Unternehmen oder Organisationen US-weit gelten, zum Beispiel in Gebäuden der Bundesregierung (federal government) oder, von Ausnahmen abgesehen, in Bundesgefängnissen. US-weit verboten ist auch das Rauchen auf Flügen (Ausnahme: Internationale Charterflüge).
38 der 50 US-Bundesstaaten haben staatenweite Rauchverbote unterschiedlichen Umfangs verabschiedet (Stand: Januar 2014). Werden Verbote auf kommunaler Ebene hinzugezählt, galten laut der Amerikanischen Stiftung für Nichtraucher-Rechte (American Nonsmokers' Rights Foundation) für den Wohnort von 81,5 % der US-Bevölkerung gesetzliche Rauchverbote an Arbeitsplätzen und/oder in Restaurants und/oder in Kneipen und rund die Hälfte (49,1 %) der US-Bevölkerung lebten in Gegenden mit Rauchverboten für Arbeitsplätze, Restaurants und Kneipen (Stand Januar 2014). Auch in Washington, D.C. und Puerto Rico bestanden zu diesem Zeitpunkt Rauchverbote, und Gesetze in weiteren Staaten waren in Vorbereitung.
Besonders umfassende Rauchverbote in – und zum Teil auch vor – sämtlichen geschlossenen, öffentlich zugänglichen Räumen gelten in den Neuenglandstaaten (allerdings nur eingeschränkt in New Hampshire), an der amerikanischen Westküste, auf Hawaii und in vielen Staaten im Norden und Westen des Landes. Stärker beschränkte oder keine Rauchverbote gibt es in Teilen der Südstaaten und Alaska (Stand: Januar 2014). Das entspricht der politischen Landschaft: Traditionell konservativ wählende Staaten haben tendenziell keine oder geringere Rauchverbote, allerdings geht auch dort der Trend in Richtung Verschärfung.
Anfang Februar 2011 beschloss der Stadtrat von New York City das Rauchverbot auf Parks, Strände und Fußgängerzonen auszudehnen. Das Gesetz wird drei Monate nach der Unterzeichnung durch den Bürgermeister in Kraft treten und etwa 1700 Parks, 23 km Küstenlinie und den Times Square betreffen.
Es gibt Rauchverbote in Gefängnissen.

## Rauchverbote in Asien

### Bangladesch
Das Rauchen in Bangladesch ist in öffentlichen Einrichtungen seit 2005 verboten. In Bangladesch raucht jeder zweite Mann und jede fünfte Frau (Stand: 2005).

### Bhutan
Seit dem 17. Dezember 2004 sind im Königreich Bhutan das Rauchen in der Öffentlichkeit und der Verkauf von Tabakwaren untersagt. Rauchen ist nur noch in den eigenen vier Wänden erlaubt. Allerdings müssen sich Raucher ihre Tabakwaren aus dem Ausland besorgen und bei der Einfuhr nach Bhutan eine Steuer entrichten. 150 Prozent beträgt der Steuersatz bei Einfuhr indischer und bangladeschischer Zigarettenmarken nach Bhutan, 200 Prozent bei der Einfuhr aller anderen Marken. Verstöße gegen das Verkaufsverbot werden mit bis zu umgerechnet 185 Euro/225 US-Dollar Strafe belegt.

### China (VR)
Die Volksrepublik China bereitet nach Pressemeldungen (Stand: Mai 2007) Rauchverbote in der Öffentlichkeit vor. Zum 1. Juni 2015 ist in der Hauptstadt Peking ein sehr striktes Anti-Raucher-Gesetz in Kraft getreten, das das Rauchen an öffentlichen Plätzen verbietet. Zugleich dürfen Kinder mit insgesamt drei Handzeichen Raucher darauf aufmerksam machen, dass sie beispielsweise mit dem Rauchen aufhören sollen. Außerdem wurden die Bußgelder für das Rauchen in der Öffentlichkeit deutlich erhöht.

### Iran
Seit Dezember 2007 gilt im Iran ein Rauchverbot in allen öffentlichen Gebäuden sowie in allen gastronomischen Einrichtungen, des Weiteren auch während des Autofahrens und sogar in traditionellen Teehäusern. Es bezieht auch traditionelle Wasserpfeifen ein. Des Weiteren ist die Werbung und Ermutigung zum Tabakkonsum streng verboten. Die Abgabe von Tabakwaren aller Art an Personen unter 18 Jahre ist streng verboten.

### Israel
In Israel herrscht besonders in den Städten in fast allen Gastronomiebetrieben ein Rauchverbot. Das Rauchen in separaten Räumen ist erlaubt und wird teilweise angeboten. Vereinzelt darf man auch nicht auf der Terrasse vor der Lokalität rauchen.

### Japan
Während der Fußball-Weltmeisterschaft 2002 in Südkorea und Japan war das Rauchen in den Fußballstadien verboten. Verstöße wurden allerdings nicht geahndet.
Seit etwa 2004 werden in den Innenstädten einiger japanischer Großstädte Nichtraucherzonen ausgewiesen, in denen es auf der Straße verboten ist zu rauchen. Grund dafür sind die oft großen Menschenmengen, so dass Gefahren durch glühende Zigaretten nicht auszuschließen sind, sowie Belästigungen durch Rauch und weggeworfene Kippen. Zuwiderhandlungen werden mit 2000 Yen (ca. 14 Euro) geahndet. In diesen Zonen hat Japan Tobacco, der größte Anbieter von Tabakwaren in Japan, einige Raucherzimmer eingerichtet.
In zahlreichen Zügen gibt seit 2006 keine Raucherabteile mehr. Ersatzweise gibt es Raucherecken auf den Bahnsteigen, oder – in neueren Zügen – Raucherkabinen in einigen Waggons.
Seit Beginn des Fiskaljahrs 2010 gilt in der Präfektur Kanagawa das landesweit erste präfekturweite Rauchverbot in öffentlichen Räumen. Es wurde nach einem ursprünglich strengeren Vorschlag von Gouverneur Shigefumi Matsuzawa aus dem Jahr 2008 im März 2009 im Präfekturparlament verabschiedet und trat am 1. April 2010 in Kraft. Ausgenommen sind flächenmäßig kleine Restaurants, Hotels oder Pachinkohallen, für ein Jahr werden leichte Verstöße gegen das Rauchverbot nicht bestraft.
Insgesamt sind Rauchverbote in privatwirtschaftlich geführten, aber dem Publikumsverkehr offen stehenden Räumen in Japan wenig verbreitet.

### Palästina
Im von der Hamas kontrollierten Gaza-Streifen wurde Anfang Juli 2010 ein Schischa-Rauchverbot für Frauen in Gaststätten verhängt. Es dient nicht dem Gesundheitsschutz, sondern soll Frauen aus den öffentlichen Räumen der islamisch-arabischen Gesellschaft verdrängen.

### Singapur
In Singapur ist das Rauchen in öffentlichen Gebäuden, öffentlichen Verkehrsmitteln, Aufzügen usw. verboten und wird mit sehr hohen Geldstrafen geahndet.

### Südkorea
In der südkoreanischen Hauptstadt Seoul ist es ab dem 1. März 2011 verboten, auf den Stadtplätzen Seoul Plaza, Cheongyecheon Plaza und Gwanghwamun Plaza, zu rauchen. Ein Verstoß wird seit diesem Tag mit 100.000 Won (ca. 90 US-Dollar) bestraft. Die Stadt plante, innerhalb des Jahres 2011 insgesamt 321 öffentliche Orte zur Nichtraucherzone zu erklären, davon 23 Stadtparks im September 2011 und 295 größere Busstationen im Dezember 2011. Tatsächlich ist es inzwischen an sehr vielen öffentlichen Plätzen in Korea wie z. B. an Bushaltestellen, in Einkaufszentren und sogar auf den meisten Straßen seit mehreren Jahren verboten zu rauchen.

### Thailand

Rauchverbotshinweis in einem Hotelzimmer (Pattaya, Thailand) mit Angabe des Bußgeldes, Stand 2004, damals umgerechnet ca. 20 Euro – heute liegt es bei 2000 Baht, ca. 50 Euro.

In Thailand ist das Rauchen in öffentlich zugänglichen Räumen mit Klimaanlagen verboten (siehe Bild, wobei das Bußgeld heute – 2013 – mindestens 2000 Baht, ca. 50 Euro beträgt). Das generelle Verbot, auf öffentlichen Straßen, Plätzen und Räumen zu rauchen, lehnt sich zwar an Singapur an, wird jedoch gegenüber Ausländern sehr lax gehandhabt; gleichwohl werden auch Touristen gelegentlich belangt. Streng wird allerdings das Verbot gehandhabt, wenn es ausdrücklich ausgeschildert ist (verschiedene Parks, Umfeld von Einkaufszentren, buddhistische Tempel und deren Umfeld).
Seit dem 1. November 2017 ist das Rauchen an 20 ausgewählten Stränden, z. B. auf Phuket, Ko Samui oder Pattaya verboten. Es sollen Raucherzonen in Strandnähe errichtet werden.
In manchen Hotels gibt es neben Nichtraucherzimmern auch einige Zimmer, in denen das Rauchen gestattet ist; diese sind allerdings dann meist nicht klimatisiert, sondern höchstens mit Ventilator ausgestattet.

## Rauchverbote in Ozeanien

### Australien
In Australien gibt es in den einzelnen Bundesstaaten verschiedene gesetzliche Regelungen zum Rauchverbot, und generell ein weit verbreitetes Rauchverbot in der Gastronomie.
Seit dem 1. Juli 2007 ist das Rauchen in Victoria in allen öffentlichen Gebäuden, auch in Bars, Cafés und Diskotheken, vollständig verboten.
Im Bundesstaat Queensland ist das Rauchen innerhalb von Pubs, Clubs, Restaurants und am Arbeitsplatz generell verboten. Auch in Außenbereichen, die zum Essen und Trinken vorgesehen sind, darf nicht geraucht werden, ebenso nicht an bewachten Strandabschnitten, innerhalb von Kinderspielplätzen, Sportstadien und im Radius von vier Metern um den Eingang eines gewerblichen Gebäudes.
Tabakprodukte dürfen erst ab dem 18. Lebensjahr erworben werden, dürfen nicht beworben werden und an Verkaufsstellen müssen deutlich sichtbare Hinweisschilder hängen, die zum Aufhören anregen sollen.

### Neuseeland
In Neuseeland gilt seit dem 14. Dezember 2004 ein absolutes Rauchverbot an allen Arbeitsplätzen. Das führte in der Folge auch zu einem Rauchverbot in Gaststätten wie Pubs oder Restaurants. Zudem war ab 1. Juli 2011 ein Rauchverbot in Gefängnissen geplant.
Am 9. Dezember 2021 hatte die neuseeländische Regierung den „Smokefree 2025 Action Plan“ vorgestellt, einen Aktionsplan mit dem Ziel, die Raucherquote in der erwachsenen Bevölkerung bis 2025 auf unter 5 Prozent zu senken. Der Plan beinhaltete ein dauerhaftes Verbot des Erwerbs von Tabakprodukten für Personen, die zum Zeitpunkt des Inkrafttretens unter 14 Jahre alt sind, so dass mit der Zeit Neuseeland absolut rauchfrei geworden wäre. Diese Verbote wurden von der folgenden Regierung rückgängig gemacht.

## Sonstiges
Bei der Fußball-Europameisterschaft 2012 – in Polen und in der Ukraine – war nach UEFA-Beschluss in sämtlichen Stadien Konsum, Verkauf und Werbung für Tabakwaren verboten.